# Rue Pavée
Rue Pavée je ulice v Paříži v historické čtvrti Marais. Nachází se ve 4. obvodu.

## Poloha
Ulice vede od křižovatky s Rue de Rivoli a končí na křižovatce s Rue des Francs-Bourgeois.

## Historie
Název ulice v překladu znamená „dlážděná“, neboť byla jednou z prvních ulic v této čtvrti, které byly opatřeny dlažbou. V roce 1235 se úsek mezi Rue du Roi-de-Sicile a Rue des Francs-Bourgeois nazýval Rue du Petit-Marivaux. V roce 1406 byla přejmenován na Rue du Petit-Marais a poté na Rue Marivaux. Po roce 1450 se nazývala Rue Pavée-au-Marais a poté Rue Pavée.
V roce 1838 byla prodloužena až k Rue Saint-Antoine a v roce 1854 byla naopak zkrácena při stavbě Rue de Rivoli. Ulice končila u městských hradeb Filipa II. Augusta, jejichž pozůstatky jsou doposud zřetelné vpravo od paláce Angoulême-Lamoignon.
Minimální šířka ulice byla ministerskou vyhláškou ze dne 14. listopadu 1799 stanovena na 8 m a královským výnosem ze dne 14. října 1838 na 10 m.

## Zajímavé objekty
- dům č. 10: synagoga Pavée
- domy č. 11 a 13: městský palác (portál ve stylu Ludvíka XIII. v č. 11, portál ve stylu Ludvíka XV. v č. 13) postavil v roce 1737 architekt Mansart de Jouy (1705–1783). Původní hôtel de Savoisy byl zbořen v roce 1404. V roce 1517 ho nechal obnovit královský rada Morlet de Museau. Sídlili zde anglický velvyslanec Thomas Howard, 3. vévoda z Norfolku (1473–1554) či admirál Philippe Chabot (1492–1543). Poté palác vlastnil Karel III. Lotrinský. Jeho vnučka vévodkyně Nicole zde zemřela v roce 1657. Palác poté koupil François Dauvet, prezident pařížského parlamentu. V paláci se nachází ješiva Jad Mordechaj.
- dům č. 12: hôtel de Brienne. Až do své smrti zde žil François Denis Tronchet (1726–1806), jeden z obhájců Ludvíka XVI. během jeho procesu.
- domy č. 16–22 odpovídají poloze bývalé věznice Force zbořené v 19. století kvůli stavbě Rue Malher.
- dům č. 24: hôtel d'Angoulême Lamoignon, kde sídlí Bibliothèque historique de la ville de Paris.